# جين كيلي
أوجين كوران «جين» كيلي (بالإنجليزية: Gene Kelly)‏ (من 23 من أغسطس 1912م حتى 2 من فبراير 1996م) كان راقصًا وممثلاً ومغنيًا ومخرجًا سنيمائيًا ومنتجًا ومصممًا للرقصات. كما عُرِف كيلي بأسلوب رقص ذي طابع رياضي مليء بالحيوية، بالإضافة إلى مظهره الحسن والشخصيات المحبوبة التي تقمص دورها على الشاشة.
وفضلاً عن شهرته الذائعة التي حققها من خلال أدائه في فيلم الغناء أثناء هطول الأمطار (Singin' in the Rain) وأمريكي في باريس (An American in Paris)، فقد كان أيضًا عنصرًا مهيمنًا في أفلام هوليوود الغنائية منذ منتصف الأربعينيات إلى أن زالت شعبية هذا الفن في نهاية الخمسينيات. وقد عملت إبداعاته العديدة على تغيير أفلام هوليود الغنائية، كما قام بالتسجيل لحسابه دون أي مساعدة تقريبًا مما جعل فن الباليه مقبولاً تجاريًا من مشاهدي الأفلام.
حاز كيلي على جائزة الأوسكار الشرفية عام 1953م وذلك لإنجازاته المهنية. بالإضافة إلى أنه حصل بعد ذلك على جوائز عن إنجازاته على مدار حياته في تكريم مركز كينيدي، ومن نقابة الممثلين السينمائيين ومعهد الفيلم الأمريكي في عام 1999م، كما أن ترتيبه كان الخامس عشر ضمن قائمة أفضل الممثلين الذكور.

## وصلات خارجية
- جين كيلي على موقع IMDb (الإنجليزية)
- جين كيلي على موقع الموسوعة البريطانية (الإنجليزية)
- جين كيلي على موقع روتن توميتوز (الإنجليزية)
- جين كيلي على موقع مونزينجر (الألمانية)
- جين كيلي على موقع ألو سيني (الفرنسية)
- جين كيلي على موقع ميوزك برينز (الإنجليزية)
- جين كيلي على موقع تيرنر كلاسيك موفيز (الإنجليزية)
- جين كيلي على موقع أول موفي (الإنجليزية)
- جين كيلي على موقع قاعدة بيانات برودواي على الإنترنت (الإنجليزية)
- جين كيلي على موقع قاعدة بيانات الأفلام السويدية (السويدية)
- The Gene Kelly Awards – University of Pittsburgh
- Obituary, NY Times, February 3, 1996
- Naval Intelligence File on Gene Kelly
- Gene Kelly – An American Life – PBS نسخة محفوظة 23 مارس 2007 على موقع واي باك مشين.
- Gene Kelly – Pittsburgh Music History